# مصفوفة تغاير

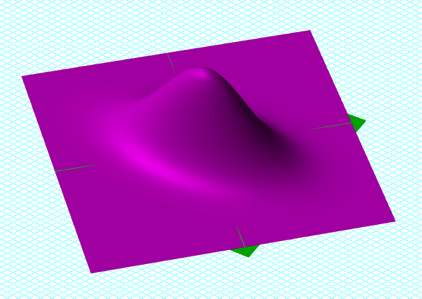
A دالة كثافة احتمال غاوسية ثنائية المتغيرات متمركزة حول (0, 0)، مع مصفوفة تغاير [ 1.00, 0.50 ; 0.50, 1.00 ].

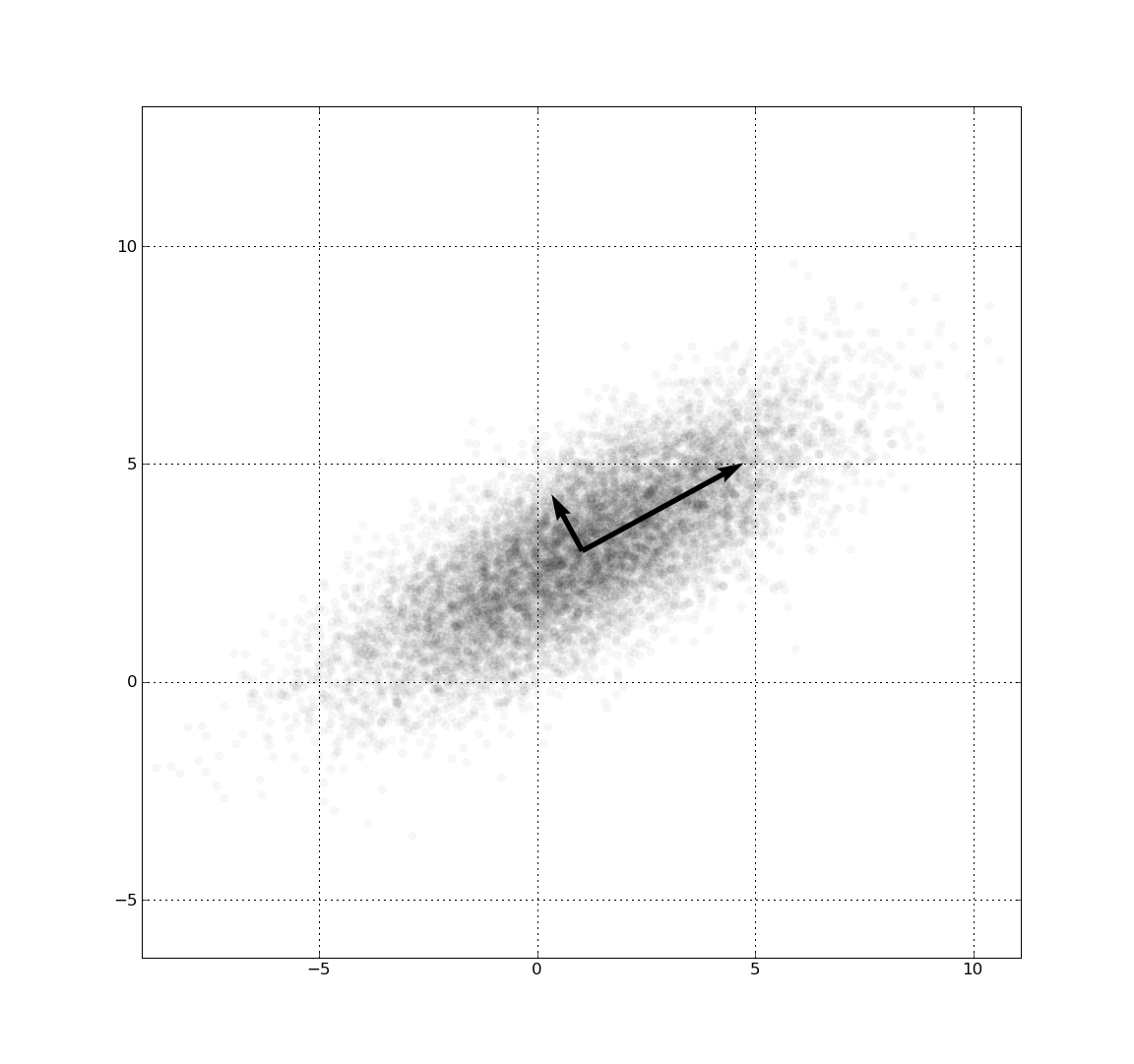
تحليل العنصر الرئيسي لتوزيع طبيعي متعدد المتغيرات مركزه (1,3) ذي انحراف معياري قدره 3 على امتداد الاتجاه التقريبي (0,878, 0,478)، و قدره 1 في الاتجاه المتعامد عليه. يشير السهمان إلى المتجهتين الذاتيتين لمصفوفة التغاير، المنقحتين. يتمثل التنقيح في قسمة إحداثيات كل متجهة ذاتية على الجذر التربيعي للقيمة الذاتية الموافقة، وإزاحة المتجهتين حتى يتطابق منبعاهما مع النقطة المتوسطة للمعطيات.

في نظرية الاحتمال والإحصاء مصفوفة التغاير (والمعروفة أيضا باسم مصفوفة التشتت) هي مصفوفة عنصرها الموجود في الصف س وفي العمود ص يساوي التغاير بين العنصرين س وص من متجه عشوائي (أي متجه من المتغيرات العشوائية).